# Pinilla (Molinicos)
Pinilla es una localidad del municipio de Molinicos (Albacete), dentro de la comarca de la Sierra del Segura, y de la comunidad autónoma de Castilla-La Mancha. Dista 4,5 km del núcleo principal a través de la carretera provincial AB-31, que comunica la autonómica  CM-412  con La Vegallera, o bien, partiendo de una vía local, que enlaza con la carretera provincial  AB-510  (esta carretera comunica la  CM-412  con la  CM-3203 ).   

## Situación geográfica
Muy cercana al parque natural de los Calares del Río Mundo y de la Sima, está situada en un terreno de suave pendiente que desciende hacia el sur. No tiene una forma claramente definida, ya que existen tres núcleos de edificaciones, separados entre sí, aunque muy cercanos. Dos de ellas están al sur de la carretera AB-31 (que aquí sigue una dirección noroeste–sudeste), y el tercero, que es el mayor, se encuentra al norte de la misma.
Aunque dentro del núcleo de población no se aprecian apenas pendientes, en sus inmediaciones se encuentra el cañón del río Mundo en donde la altitud cambia de entre cerca de los 1000 m a poco más de 650.

## Historia
Antiguamente conocida como Fuente Pinilla, la población surgió cuando varios agricultores y ganaderos edificaron sus viviendas en las cercanías de dicha fuente, y se dedicaron a cultivar y pastar en la meseta en la que se ubica la localidad. Pascual Madoz ya la citaba en su célebre "Diccionario geográfico-estadístico-histórico de España y sus posesiones de ultramar", concretamente en el Tomo XIII.
Ya en el año 1863 se le daba importancia a los pinares que rodeaban a la localidad, pues en ese año se creó una comisión para el deslinde de esos montes.
En 1929, y mediante acuerdo de la Excma. Diputación Provincial de Albacete, se procedió a la construcción de varias escuelas en diversas localidades del municipio de Molinicos, entre ellas en Pinilla, y un año más tarde se solicita desde el Ayuntamiento la creación de un camino que comunicase a ésta con la vecina Aldea de Fuente Carrasca, un camino que en 2010 se convirtió en carretera.

## Dichos de la localidad[2]
- “En Pinilla no hay reloj, no tampoco dan las doce, y llegado el mediodía en la panza lo conocen”.

- “Desde la carretera veo la carretera de Hellín, y con ella me divierto cuando no te veo a ti”.